# 岩橋辰也
岩橋 辰也（いわはし たつや、1926年（大正15年）11月30日 - 2024年（令和6年）1月18日）は、日本の政治家。（旧）都城市の元市長。

## 経歴
宮崎県立都城商業学校（現宮崎県立都城泉ヶ丘高等学校）卒業。1948年、都城市役所に奉職。市長公室長・人事課長・農業委員会事務局長・水道局長・建設部長などを歴任。1977年4月都城市助役に就任。1984年12月、都城市長に初当選。その後2004年12月まで市長職を5期20年務める。都城北諸合併協議会の会長を務め、2006年に市町村合併により発足した（新）都城市の発足に大きく貢献した。
2004年12月、6期目を目指した都城市長選で35歳で元宮崎県議会議員の長峯誠に敗れる。岩橋は当時、九州最高齢の市長（77歳）で｢多選｣批判にもさらされており、若い長峯との一騎討ちは｢世代間対決｣とも形容された。ちなみに当選した長峯は全国最年少市長となった。
2006年、旭日中綬章受章。
2024年1月18日、急性腎不全のため都城市内の病院で死去。97歳没。死没日付をもって従四位に叙された。

## その他
- 日本テレビのバラエティ番組『1億人の大質問!?笑ってコラえて!』の2001年10月10日放送分において、当時金婚式を迎えたことから、妻とともに「日本列島 金婚式の旅」の取材対象として出演し、親族らによる再現ドラマが放送された（当時、都城市長5期目）。なお、同企画が2020年6月3日にアンコール放送された際にも、妻とともにビデオメッセージで出演した。

## 著書
- 『「心が元気」をプラス1』（1998年）